# Ctenomys dorsalis
Туко-туко чакський (Ctenomys dorsalis) — вид гризунів родини тукотукових, який зустрічається в північній Чако, Парагвай. Він відіграє велику роль у підтримці екологічних процесів екосистеми: риттям нір він ховає опале листя, тим самим вводячи досить вологи для забезпечення розкладання опалого листя. 

## Загрози та збереження
Вирубка лісів, руйнування місць існування, в основному через випас худоби в поєднанні зі зростанням чисельності населення корінних громад можуть зробити негативний вплив на цей вид. Для збереження цього виду не вживається ніяких заходів.